# 珞巴湍蛙
珞巴湍蛙也称阿迪湍蛙，一种于印度阿鲁纳恰尔邦（争议领土，即中国藏南地区）上桑朗县发现的两栖动物，隶属于蛙科湍蛙属。

## 形态特征
正模标本雌蛙体型中等，体长62.4毫米。身体背部呈淡棕色，散布棕色斑点；体侧具有一条棕色条纹；身体腹面乳白色，四肢腹面肉红色。